# Geoffrey Chaucer
Geoffrey Chaucer ['ʤefɹi 'ʧɔ:sə] (Londres, c. 1343 - † 25 d'octubre del 1400) fou un escriptor, filòsof, diplomàtic i poeta anglès.
És considerat a vegades com el primer autor que demostra la legitimitat artística de l'anglès, i reivindicat per tant com a pare de l'anglès per molts professors de llengua. La seva obra ha contribuït amb escreix a desenvolupar la literatura anglesa; se'l considera l'introductor de la mètrica amb accents i síl·labes com a solució de recanvi per a la mètrica anglosaxona al·literativa. També va contribuir a regularitzar l'accent del sud (regió de Londres) de l'anglès mitjà.
Com a membre de la cort anglesa, va participar en nombroses campanyes a França o Espanya, així com a Itàlia, on va acudir diverses vegades en missions diplomàtiques. Als 31 anys, es posa a treballar a les duanes del port de Londres, fet que li va permetre tenir el temps necessari per a escriure i compondre les seves principals obres.
Cal destacar la seva traducció del Roman de la Rose, escrit en francès per Guillaume de Lorris i ampliat anys més tard per Jean de Meung, i les Consolacions de la filosofia del filòsof llatí Boeci. Va escriure també La casa de la fama el 1379, El parlament dels ocells, el 1382, i Troïl i Crèsida, cap al 1385, obra inspirada en Boccaccio i que va servir d'inspiració per a William Shakespeare. No obstant això, l'obra per la qual és més conegut són els Contes de Canterbury (en anglès, Canterbury tales), que es van editar per primera vegada el 1478. Va començar a redactar aquesta obra, que va quedar inconclusa, inspirant-se en el Decameró de Boccaccio, a la mort de la seva muller, el 1387. Aquesta col·lecció conté 21 contes narrats per peregrins que es dirigeixen a la catedral de Canterbury, i que tracten d'alleugerir la monotonia del viatge.
Fou contemporani de Boccaccio i de Christine de Pisan.

## Biografia

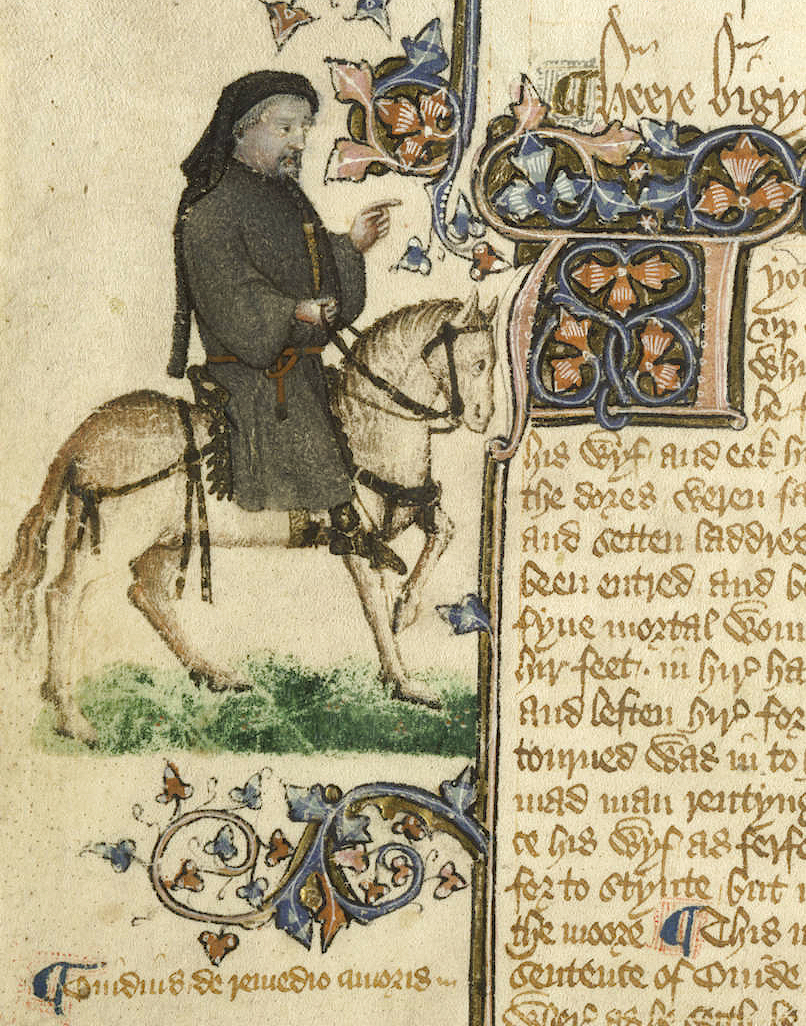
Chaucer vestit de pelegrí al manuscrit Ellesmere

Chaucer va néixer al voltant del 1343, probablement a Londres, encara que no es coneixen la data exacta i el lloc del seu naixement. El seu pare i el seu avi eren viticultors i comerciants de vi a Londres i, abans, durant diverses generacions, membres de la seva família havien sigut comerciants a Ipswich. John Chaucer, el seu pare, era proveïdor de vi de la Casa Reial Anglesa, en què va entrar com a patge al servei de Lionel, duc de Clarence, que a més a més era fill del rei Eduard III d'Anglaterra. El nom Chaucer deriva del francès chausseur, que significa sabater.
El 1324, el pare de Geoffrey va ser segrestat per una tia, que tenia l'esperança de casar la seva filla amb John, el fill que en aquell moment tenia dotze anys, i en un intent de mantenir la propietat d'Ipswich mitjançant aquell casament. La tia va ser empresonada i la multa imposada fou de 250 £ (lliures esterlines), fet que suggereix que la família tenia una considerable seguretat econòmica; per tant, serien de classe mitjana alta, si no de l'elit anglesa. John es va casar amb Agnes Copton; Agnes, el 1349, havia heretat del seu oncle Hamo Copton una bona fortuna que incloïa 24 botigues a Londres. Hamo Copton era considerat el moneyer, el que fabricava la moneda a la Torre de Londres.
Hi ha pocs detalls dels primers anys de la vida Chaucer i de la seva educació, però en comparació amb altres poetes contemporanis propers, com William Langland o el Pearl Poet, la seva vida està força ben documentada, amb prop de cinc-cents articles escrits com a testimoni de la seva carrera. La primera vegada que s'esmenta quelcom d'ell és el 1357 en les anotacions de la llar d'Elizabeth de Burgh, la comtessa de l'Ulster. També va tenir càrrecs com a cortesà, diplomàtic i funcionari públic; va arribar a treballar per al rei, recollint i inventariant ferralla.
El 1359, en les primeres etapes de la guerra dels Cent Anys, Eduard III va envair França i Chaucer viatjà amb Lionel d'Anvers, primer duc de Clarence, l'espòs d'Isabel, com a part de l'exèrcit anglès. El 1360, va ser capturat durant el setge de Reims, i es convertí en presoner de guerra. Eduard contribuí amb 16 lliures esterlines com a part d'un rescat, i Chaucer va ser posat en llibertat. Després d'aquest fet, la informació sobre la vida de Chaucer és incerta, però sembla que va viatjar per França, Espanya i Flandes, possiblement com a missatger i potser, fins i tot, va fer una peregrinació fins a Santiago de Compostel·la.

### Casament i membre de la cort

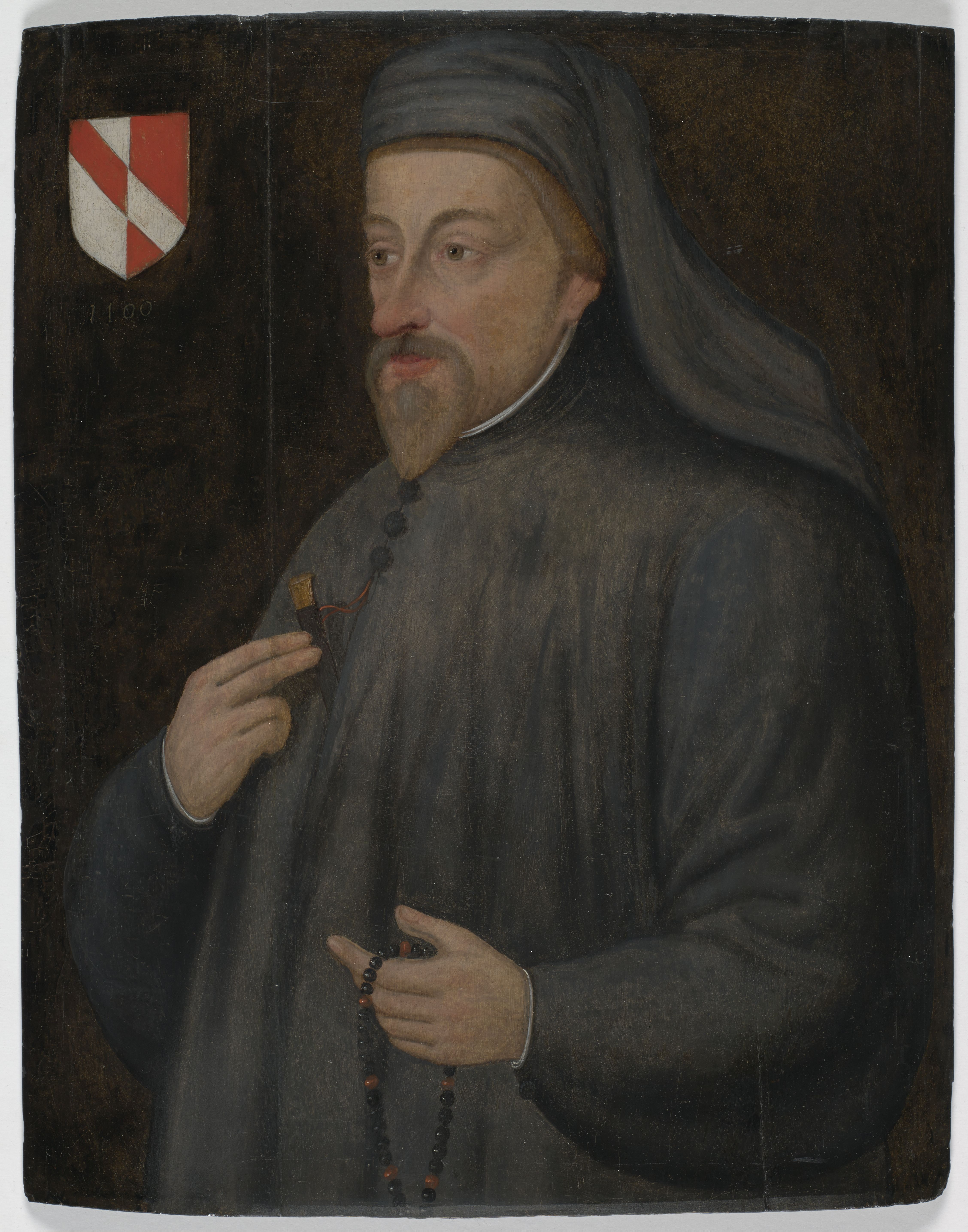
Chaucer en un gràfic realitzat el segle XV

Al voltant del 1366, Chaucer es va casar amb Philippa de Roet. Ella era una dama d'honor de la reina, Felipa d'Hainaut, i germana de Katherine Swynford, que més tard, cap al 1396, es va convertir en la tercera esposa de l'amic i patró de Chaucer, Joan de Gant, duc de Lancaster. No és clar quants fills va tenir del matrimoni amb Philippa, però habitualment se n'esmenten tres o quatre. El seu fill, Thomas Chaucer, va realitzar una brillant carrera com a cap de majordoms de quatre reis, com a enviat a França, i president de la Cambra dels Comuns. La filla de Thomas, Alice, es casà amb el duc de Suffolk. I en el futur, John de la Pole (Earl of Linconl), seria l'hereu al tron designat per Ricard III d'Anglaterra abans que fos deposat. Una altra filla de Geoffrey fou probablement Elizabeth Chaucy, una monja de l'abadia de Barking. També van tenir Agnes, una assistenta en la coronació d'Enric IV, i Lewis Chaucer.
Chaucer podria haver estudiat dret a l'Inner Temple, encara que no n'hi ha proves definitives. El 20 de juny del 1367, va passar a ser membre de la cort reial d'Eduard III com a varlet de chambre, una posició que podria implicar una diversitat de feines a la cort; la seva esposa també va rebre una pensió per treballar a la cort. Va viatjar en nombroses ocasions a l'estranger, almenys algunes d'aquestes d'acord amb el seu càrrec de valet. El 1368, podria haver assistit a la boda de Lionel d'Anvers amb Violant, filla de Galeàs II Visconti, a Milà. Dues altres grans estrelles literàries de l'època eren presents en la boda: Jean Froissart i Petrarca, ja que Galeàs era el seu mecenes. Entre 1369 i 1372, Chaucer va escriure The Book of the Duchess, el llibre de la duquessa Blanca de Lancaster, esposa de Joan de Gant, que va morir com a conseqüència d'una epidèmia de pesta bubònica el 1369. És un dels primers grans poemes de Chaucer, escrit per a commemorar la mort de la duquessa.

### Viatges i càrrecs
Chaucer va viatjar a Picardia com a part d'una expedició militar, i el 1373 va visitar Gènova i Florència. S'especula que, en aquest viatge a Itàlia, va entrar en contacte amb la poesia medieval italiana, formes i temes que utilitzaria més endavant. El 1377, va realitzar un altre viatge del qual se sap ben poc, i els registres de l'època entren en conflicte amb altres detalls. Més tard, els documents indiquen que va participar en una missió, juntament amb Jean Froissart, per organitzar un matrimoni entre el futur rei Ricard II i una princesa francesa, amb el qual es pretenia posar fi a la Guerra dels Cent Anys. Si aquest era el propòsit del seu viatge, sembla que no va tenir èxit, ja que no es va produir el casament.
El 1378, Richard II va enviar Chaucer com a representant de la cort a Milà, en un encàrrec secret; allà va tenir contactes amb els Visconti i amb sir John Hawkwood, un condottiero anglès, un líder dels mercenaris, que residia a la ciutat italiana. És sobre la persona de Hawkwood que Chaucer fonamentà el caràcter dels cavallers en els Contes de Canterbury.
Un possible indicador que la seva carrera com a escriptor ja s'havia desenvolupat és el fet que Eduard III va concedir a Chaucer "un galó de vi al dia durant la resta de la seva vida"; malauradament, no es va especificar la tasca per la qual va rebre la recompensa. Cal afegir que va ser un subsidi concedit en un dia de celebració, la diada de sant Jordi del 1374, quan tradicionalment es recompensen treballs artístics. Se suposa que ho hauria rebut per alguna de les seves obres poètiques importants. No es té coneixement d'altres premis similars en aquella època, però seria un fet precursor dels premis que posteriorment es concedirien als poetes. Chaucer va seguir recollint el vi fins que Ricard II va arribar al poder. A partir d'aquell moment, el 18 d'abril del 1378, el premi es va convertir en un subsidi.

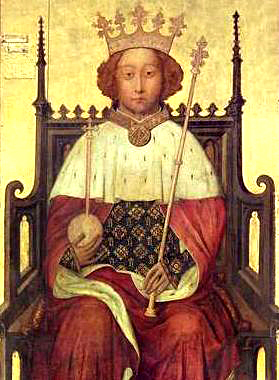
Ricard II d'Anglaterra

Chaucer va aconseguir un treball molt important com a controlador de la duana del port de Londres, feina que va començar a realitzar el 8 de juny del 1374. Deuria tenir la preparació adequada per al càrrec, ja que va seguir en el lloc durant dotze anys; en aquell temps, no era el més normal en un càrrec com aquest. Hi ha poques dades documentades sobre la vida de Chaucer al llarg dels següents deu anys, però es creu que en aquest període va escriure la majoria de les seves obres més famoses, o com a mínim va començar a fer-ho. Surt esmentat en els documents de la llei del 4 de maig de 1380, quan participà en el rapte de Cecilia Chaumpaigne. El que passà realment no és clar (violació o segrest), però fos el que fos, sembla que l'incident es va resoldre ràpidament i no va suposar cap taca en la reputació de Chaucer. No se sap si Chaucer era a la ciutat de Londres en el moment de la revolta camperola, però si hi era, hauria vist els líders passar quasi directament per davant la finestra de la seva residència a Aldgate.
Si bé continuà treballant com a duaner, Chaucer sembla que va ser traslladat a Kent, on va ser nomenat un dels comissionats de pau a Kent, en un moment en què es temia una invasió francesa. Es creu que va començar a treballar en Els contes de Canterbury a principis dels anys 1380. També, el 1386, es va convertir en un membre del Parlament de Kent. No hi ha cap altra referència a partir d'aquesta data sobre Philippa, l'esposa de Chaucer, i es presumeix que hauria mort l'any 1387. És evident que va sobreviure a l'agitació política provocada per la revolta dels lords Appellant, malgrat que Chaucer coneixia bé alguns dels homes executats com a conseqüència dels fets.
El 12 de juliol del 1389, Chaucer va ser nomenat secretari de les obres del rei, una mena de cap de l'organització de la majoria dels projectes de construcció del rei. No hi ha grans obres que s'iniciessin durant el seu mandat, però sí que es van fer reparacions al palau de Westminster, a la capella de Sant Jordi (St. George Chapel) del castell de Windsor, i va continuar la construcció del moll de la torre de Londres; també es va encarregar de construir les grades d'un torneig celebrat el 1390. Potser va ser una tasca difícil, però ben pagada: dos xílings per dia, més de tres vegades el seu sou com a controlador de duanes. El setembre del 1390, els registres diuen que va patir un robatori, i possiblement va ser ferit, mentre feia negocis; va ser poc després, el 17 de juny del 1391, que va deixar de treballar com a secretari d'obres. Gairebé immediatament, el 22 de juny, va començar com a suplent forestal al bosc reial de North Petherton, en el Comtat de Somerset (Anglaterra); en aquest càrrec, hi va haver moltes oportunitats per obtenir beneficis. El 1394, Ricard II li va concedir una pensió anual de vint lliures. Es creu que Chaucer va deixar de treballar en els Contes de Canterbury en algun moment cap al final d'aquesta dècada.

### Darrers anys
El 1399, no gaire després del derrocament del seu patró, Ricard II, el nom de Chaucer s'esvaeix en els registres històrics. Els darrers registres de la seva vida mostren que la seva pensió va ser renovada pel nou rei, i la seva adopció d'un contracte d'arrendament en una residència dins la clausura de l'abadia de Westminster, el 24 de desembre del 1399. Encara que Enric IV va renovar les subvencions assignades per Ricard a Chaucer, el mateix Chaucer en The Complaint of Chaucer to his Purse (La demanda de Chaucer al seu moneder) reclama pagaments indirectes que potser no van ser realitzats. L'última menció de Chaucer és del 5 de juny del 1400, quan li van ser pagats alguns diners que li devien.
Es creu que va morir per causes desconegudes el 25 d'octubre del 1400, però no hi ha cap prova ferma per confirmar aquesta data, ja que prové del gravat existent a la seva tomba, construïda més de cent anys després de la seva mort. Hi ha algunes especulacions; més recentment, en el llibre de Terry Jones Who Murdered Chaucer?: A Medieval Mystery (Qui va assassinar Chaucer?: Un misteri medieval), apunta que va ser assassinat pels enemics de Ricard II, o fins i tot per ordre del seu successor, Enric IV; però les dades en què es basen aquestes afirmacions són completament circumstancials. Chaucer va ser enterrat a l'abadia de Westminster a Londres, com era el seu dret, a causa de la seva condició de llogater de la clausura de l'abadia. El 1556, les seves restes van ser traslladades a una tomba més important, i Chaucer va ser el primer escriptor enterrat dins l'àrea ara coneguda com el "Racó dels poetes" (Poet's Corner).

## Obra

### Obres més destacades
La primera gran obra de Chaucer va ser El llibre de la duquessa, una elegia per a recordar Blanca de Lancaster, que havia mort de pesta el 1369. És possible que aquest treball fos encarregat pel seu marit Joan de Gant, ja que el 13 de juny del 1374 va concedir a Chaucer una anualitat de 10 lliures esterlines. Sembla que va portar a terme la redacció de l'obra en aquesta època, entre els anys 1369 i 1374. Unes altres dues obres dels inicis literaris de Chaucer són Anelida and Arcite i The House of Fame (La casa de la fama). Chaucer va escriure moltes de les seves obres més importants entre 1374 i 1386, en un període prolífic que va coincidir amb el càrrec de controlador duaner a Londres. Parlement of Foules, The Legend of Good Women i Troilus and Criseyde daten d'aquest període. També es creu que va començar a treballar en El contes de Canterbury a principis dels anys 1380. Chaucer és més conegut com l'escriptor d'aquests contes, una col·lecció d'històries de ficció explicades pels pelegrins en el camí cap a la catedral de Canterbury; aquests contes ajudaren a configurar la literatura anglesa.
Els contes de Canterbury contrasten amb altres publicacions de l'època pel naturalisme de la seva narrativa i la varietat d'històries dels pelegrins dins la varietat de personatges; està dedicada a la peregrinació. Moltes de les històries narrades pels pelegrins sembla que s'ajustin a les seves característiques individuals i socials, encara que algunes de les històries semblen mal ajustades pels seus narradors, potser com a resultat de la presentació incompleta de l'estat de l'obra. Chaucer, per al seu elenc de pelegrins, es va basar en la vida real: els amos de les fondes comparteixen el nom del posseïdor d'un hotel contemporani de Southwark, i s'ha suggerit que són personatges de la vida real la dona de Bath, el venedor, l'home de lleis i l'estudiant. Els nombrosos llocs de treball que va ocupar Chaucer –noi del servei, soldat, missatger, buròcrata, capatàs i administrador– el van posar en contacte amb molts tipus de gent que són els que mostra en els contes. Va ser capaç de forjar el seu discurs tot satiritzant els costums de la gent.
L'obra de Chaucer a vegades s'agrupa en un primer període francès, a continuació un d'italià i, finalment, un període anglès. Chaucer va estar influenciat per la cultura d'aquests països i, al seu torn, per les literatures corresponents. Troilus and Criseyde pertany a un període de treball en què mostra la seva dependència de les formes de la poesia italiana, poc coneguda a Anglaterra en el moment, però que Chaucer va conèixer probablement durant els seus freqüents viatges a l'estranger en els afers judicials. A més, l'ús d'un tema clàssic i la seva elaboració cortesa del llenguatge, la distingeix com una de les seves obres més completes i ben formades. En Troilus and Criseyde, Chaucer es basa en gran manera en l'original, Boccaccio, i en el filòsof llatí tardà Boeci. Tanmateix, és en Els contes de Canterbury en què se centra en temes i personatges anglesos, incorporant-hi acudits, respectat els personatges inferiors sovint amb humor, estil que ha fonamentat la seva reputació.
Chaucer també va traduir obres tan importants com Consolació de la filosofia de Boeci, i El Romanç de la Rosa de Guillaume de Lorris (ampliat per Jean de Meun). Tanmateix, encara que molts estudiosos sostenen que, efectivament, Chaucer va traduir part del text d'El Romanç de la Rosa en què s'anomena Roman de la Rose, d'altres ho han desmentit de manera contundent. Moltes de les seves altres obres foren traduccions soltes, o simplement es basava en aquestes, en obres de l'Europa continental. És en aquesta tasca que Chaucer rep algunes de les seves primeres crítiques elogioses. Eustache Deschamps va escriure una balada dedicada al gran traductor i deia de si mateix que era una "ortiga en el jardí de Chaucer de la poesia". El 1385, Thomas Usk va fer un destacat comentari laudatori de Chaucer, i John Gower, un dels principals poetes rivals de Chaucer de l'època, també el va elogiar.
Una altra obra important de Chaucer és el seu Tractat sobre l'astrolabi, possiblement destinat al seu propi fill; en aquest tractat, descriu de manera detallada la forma i com s'usa aquest instrument. Encara que gran part del text pot procedir d'altres fonts, el tractat indica que Chaucer era versat en la ciència de l'època, a més del seu talent literari. Un altre treball científic descobert el 1952 és Equatorie of the Planetis, que té un estil i un tipus d'escriptura a mà similar a altres obres de Chaucer i segueix moltes de les idees de la de l'astrolabi. A més, és un famós exemple de xifratge europeu. L'atribució d'aquesta obra a Chaucer és encara incerta.

### Llista d'obres
Les següents són les principals obres de Chaucer disposades en ordre cronològic aproximat. Sobre la cronologia, el debat dels especialistes continua obert per a datar la major part de la producció de Chaucer.
- Obres més importants:

- Traducció del Romanç de la Rosa; possiblement existeix com a The Romance of the Rose.
- The Book of the Duchess
- The House of Fame
- Anelida and Arcite
- Parlement of Foules
- Traducció de l'obra de Boeci, Consolació de la filosofia com a Boece.
- Troilus and Criseyde
- The Legend of Good Women
- The Canterbury Tales
- Treatise on the Astrolabe

- Poemes curts:

- An ABC

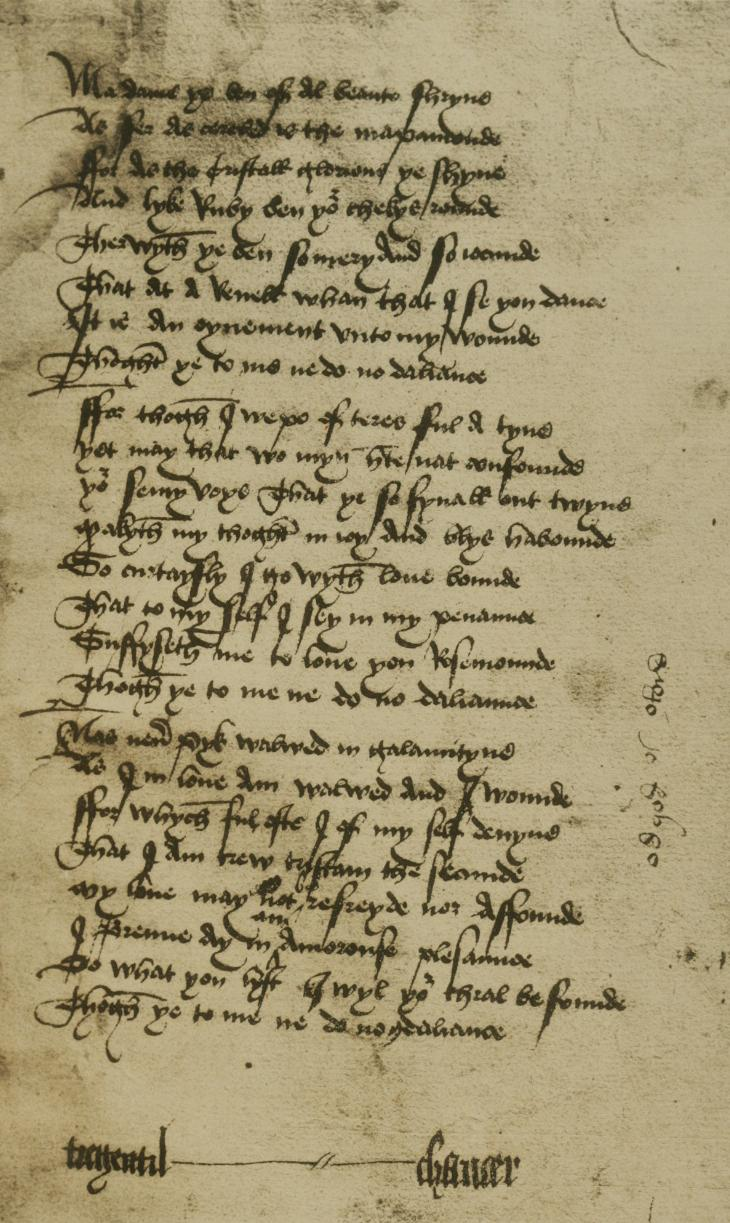
To Rosemounde

- Chaucers Wordes unto Adam, His Owne Scriveyn
- The Complaint unto Pity
- The Complaint of Chaucer to his Purse
- The Complaint of Mars
- The Complaint of Venus
- A Complaint to His Lady
- The Former Age
- Fortune
- Gentilesse
- Lak of Stedfastnesse
- Lenvoy de Chaucer a Scogan
- Lenvoy de Chaucer a Bukton
- Proverbs
- To Rosemounde
- Truth
- Womanly Noblesse

- Poemes atribuïts de manera dubtosa a Chaucer:

- Against Women Unconstant
- A Balade of Complaint
- Complaynt D'Amours
- Merciles Beaute
- The Equatorie of the Planets

- Obres esmentades per Chaucer, i probablement perdudes:

- Of the Wreched Engendrynge of Mankynde, possible traducció de l'obra del Papa Inocenci III, De miseria conditionis humanae.
- Origenes upon the Maudeleyne
- The Book of the Leoun

- Obres espúries:

- The Pilgrim's Tale. Escrita en el segle xvi, però amb moltes al·lusions a Chaucer.
- The Plowman's Tale. Una sàtira de Lollard assimilada posteriorment com un text protestant.
- Pierce the Ploughman's Crede. Una sàtira de Lollard assimilada posteriorment com un text protestant.
- The Ploughman's Tale. El seu cos és en gran part una versió de l'obra de Thomas Hoccleve, Item de Beata Virgine.
- La Belle Dame Sans Merci. Una traducció de Richard Roos del poema del mateix nom d'Alain Chartier.
- The Testament of Love. Actualment de Thomas Usk.
- Jack Upland. Una sàtira de Lollard.

## Influència

### Lingüística

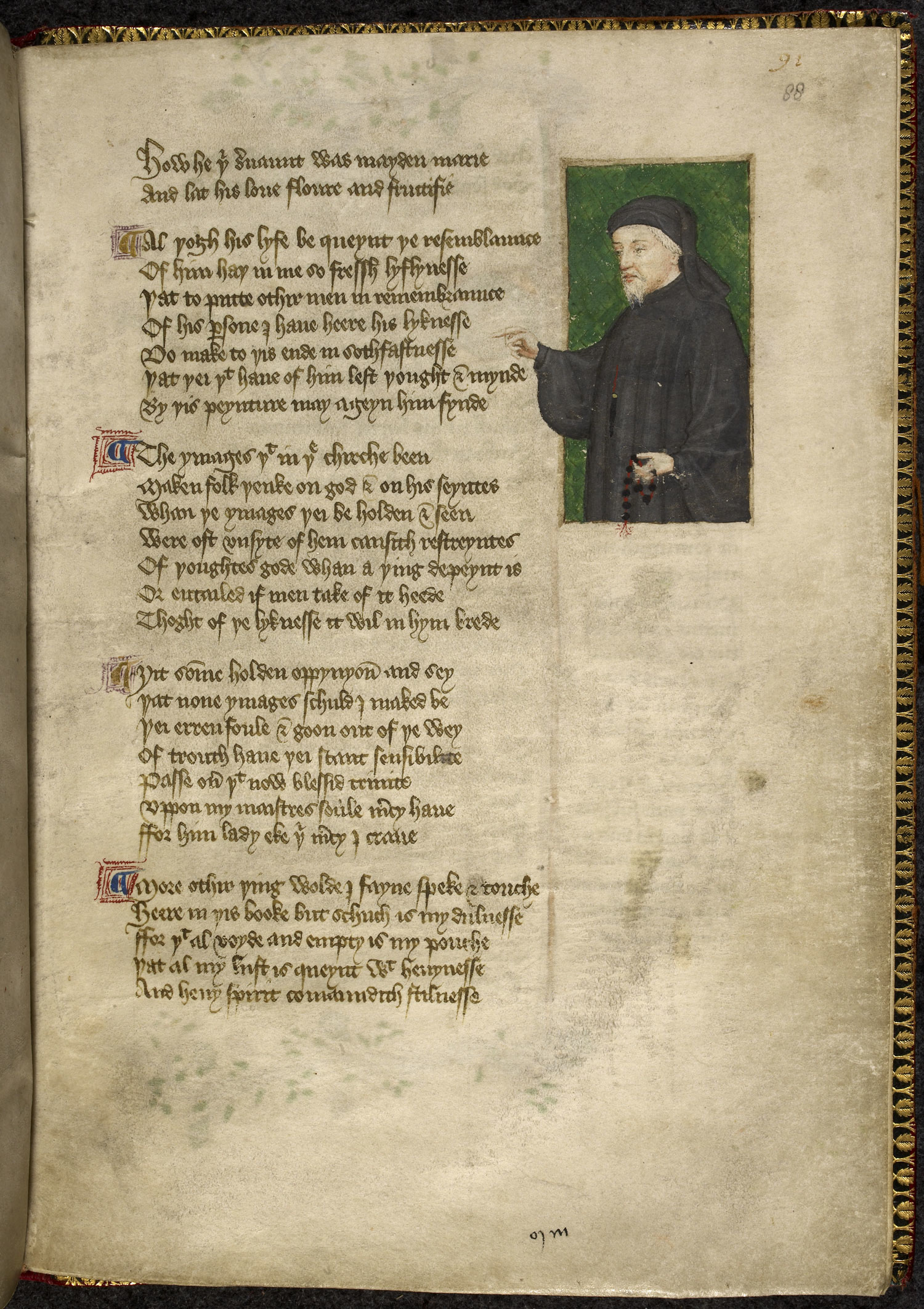
Retrat de Chaucer en un manuscrit de Thomas Hoccleve, artista que el coneixia personalment, per la qual cosa pot ser-ne una representació força exacta

Chaucer va escriure dins el que era la mètrica continental d'accentuació sil·làbica, un estil que es va desenvolupar, a partir aproximadament del segle xii, com una alternativa a la mètrica al·literativa anglosaxona. Chaucer és conegut per les seves innovacions en el camp de la mètrica, com la invenció de la rima real, i va ser un els primers poetes anglesos a utilitzar la línia de five-stress, forma emparentada amb el decasíl·lab pentàmetre iàmbic, i només es coneixen unes poques obres anònimes curtes que el van fer servir abans que ell. L'arranjament d'aquestes cinc línies en rodolins rítmics s'han observat per primera vegada en la seva obra The Legend of Good Women (La llegenda de les dones bones), que va utilitzar en gran part de la seva obra posterior i es va convertir en una de les formes estàndard de la poesia anglesa. Les seves primeres influències com a satíric també són destacables, amb un humor popular, amb un graciós accent propi d'un dialecte regional, i que sembla que va fer la seva primera aparició en The Reeve's Tale.
La poesia de Chaucer, juntament amb altres escriptors de l'època, va contribuir d'una manera significativa a la normalització del dialecte de Londres dins el que s'anomena anglès mitjà, amb una combinació dels dialectes de Kentish i de Midlands. Tot i així, donar-li més importància al fet és probablement una opinió exagerada, ja que va ser les accions contínues de la cort –de la qual en formava part–, la cancelleria i la burocràcia, el que va representar una influència constant en el desenvolupament de l'anglès estàndard. L'anglès modern presenta una certa distància amb la llengua que apareix en els poemes de Chaucer, a causa de l'efecte del gran canvi vocàlic (Great Vowel Shift) produït al sud d'Anglaterra en un llarg període durant els segles posteriors (1450-1750). Aquest canvi en la pronunciació de l'anglès, canvi encara no comprés totalment, fa que la lectura de Chaucer sigui difícil per al públic modern, tot i que hi ha qui considera que l'accent de l'escocès modern està estretament relacionat amb el so de l'anglès mitjà. A banda de la irregularitat de l'ortografia, un lector modern pot reconèixer-hi la major part del vocabulari. Chaucer també apareix registrat a l'Oxford English Dictionary com el primer autor a utilitzar moltes paraules angleses comunes en els seus escrits. Aquestes paraules probablement eren utilitzades amb freqüència en aquell temps, però Chaucer, amb el seu sentit per al discurs, n'és la primera font manuscrita coneguda. Acceptable, alkali, altercation, amble, angrily, annex, annoyance, approaching, arbitration, armless, army, arrogant, arsenic, arc, artillery i aspect en són només algunes, pel que fa només a la primera lletra de l'alfabet.

### Component literari
Quan es generalitzà el coneixement de l'obra de Chaucer va ser imitat per molts poetes, influí en altres i alguns completaren el que deixà inacabat. John Lydgate va ser un dels primers poetes a escriure la continuació dels contes inconclusos de Chaucer, mentre Robert Henryson, en Testament of Cresseid completà la història de Cressida, que Chaucer deixà inacabada en Troilus and Criseyde. Molts dels manuscrits de l'obra de Chaucer contenen material d'aquests poetes i apreciacions posteriors de poetes de l'època romàntica de manera que no és fàcil distingir les "addicions" posteriors de les originals de Chaucer.
Al llarg dels segles xvii i xviii, escriptors com John Dryden admiraren Chaucer per les seves històries, però no pel seu ritme i la seva rima, i eren crítics amb la lectura de l'anglès mitjà; el textos eren "massacrats" en les edicions que es feien, cosa que generà dificultats per poder llegir l'autèntic Chaucer. No va ser sinó a finals del segle xix que s'acceptà el cànon chaucerià, admès en l'actualitat; es va decidir, en gran manera, com a resultat de la tasca de Walter William Skeat. Cent cinquanta anys després de la seva mort, Els contes de Canterbury va ser seleccionat per William Caxton com un dels primers llibres que es van imprimir a Anglaterra.

### L'anglès de Chaucer
Chaucer ha estat considerat l'origen de la tradició de l'anglès vernacular i el "pare" de la moderna literatura anglesa. El seu èxit es pot considerar com a part d'una tendència històrica general dirigida cap a la creació d'una literatura vernacla en moltes parts d'Europa, i que destaca com a gran referent l'obra de Dant. Una tendència paral·lela a la de Chaucer es troba a Escòcia amb l'obra una mica anterior del seu contemporani, John Barbour, i és probable que hagi estat un moviment encara més general, com ho demostra l'exemple del poema de Pearl al nord d'Anglaterra.
Encara que l'idioma de Chaucer és molt més a prop d'anglès modern que el text del Beowulf, és prou diferent com per tenir-ho en compte en la modernització de la majoria de les publicacions, i de vegades es fan modificacions importants de la seva llengua. El que segueix és una mostra del pròleg del Summoner's Tale, que compara el text de Chaucer i una traducció moderna:
| –––––––––– | Original                                     | Traducció –––––––––                              |
|            | This frere bosteth that he knoweth helle,    | This friar boasts that he knows hell,            |
|            | And God it woot, that it is litel wonder;    | And God knows that it is little wonder;          |
|            | Freres and feendes been but lyte asonder.    | Friars and fiends are seldom far a part.         |
|            | For, pardee, ye han ofte tyme herd telle     | For, by God, you have ofttimes heard tell        |
|            | How that a frere ravyshed was to helle       | How a friar was taken to hell                    |
|            | In spirit ones by a visioun;                 | In spirit, once by a vision;                     |
|            | And as an angel ladde hym up and doun,       | And as an angel led him up and down,             |
|            | To shewen hym the peynes that the were,      | To show him the pains that were there,           |
|            | In al the place saugh he nat a frere;        | In the whole place he saw not one friar;         |
|            | Of oother folk he saugh ynowe in wo.         | He saw enough of other folk in woe.              |
|            | Unto this angel spak the frere tho:          | To the angel spoke the friar thus:               |
|            | Now, sire, quod he, han freres swich a grace | "Now sir", said he, "Do friars have such a grace |
|            | That noon of hem shal come to this place?    | That none of them come to this place?"           |
|            | Yis, quod this aungel, many a millioun!      | "Yes", said the angel, "many a million!"         |
|            | And unto sathanas he ladde hym doun.         | And the angel led him down to Satan.             |
|            | --And now hath sathanas,--seith he,--a tayl  | He said, "And Satan has a tail,                  |
|            | Brodder than of a carryk is the sayl.        | Broader than a large ship's sail.                |
|            | Hold up thy tayl, thou sathanas!--quod he;   | Hold up your tail, Satan!" said he.              |
|            | --shewe forth thyn ers, and lat the frere se | "Show forth your arse, and let the friar see     |
|            | Where is the nest of freres in this place!-- | Where the nest of friars is in this place!"      |
|            | And er that half a furlong wey of space,     | And before half a furlong of space,              |
|            | Right so as bees out swarmen from an hyve,   | Just as bees swarm from a hive,                  |
|            | Out of the develes ers ther gonne dryve      | Out of the devil's arse there were driven        |
|            | Twenty thousand freres on a route,           | Twenty thousand friars on a rout,                |
|            | And thurghout helle swarmed a l'aboute,      | And throughout hell swarmed all about,           |
|            | And comen agayn as faste as they may gon,    | And came again as fast as they could go,         |
|            | And in his ers they crepten everychon.       | And every one crept back into his arse.          |
|            | He clapte his tayl agayn and lay ful stille. | He shut his tail again and lay very still.       |

## Curiositats
- La pel·lícula A Knight's Tale protagonitzada per Heath Ledger es va basar en el primer dels Contes de Canterbury. En el seu honor, un dels personatges de la pel·lícula porta el seu nom i cap al final d'aquesta augura: "potser hauria d'escriure aquesta història".
- Tant un asteroide (2984 Chaucer) com un cràter lunar (cràter Chaucer) han estat dedicats a la seva memòria.